# Neue Secession

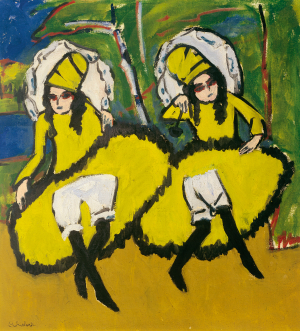
Ernst Ludwig Kirchner: Zwei Tänzerinnen, 1910/11, gezeigt in der dritten Ausstellung

Die Neue Secession war eine Künstlergruppe, die hauptsächlich expressionistisch arbeitete. Sie spaltete sich im Jahr 1910 von der Berliner Secession ab, die von Max Liebermann geführt wurde; bis zu ihrem Ende 1914 gestaltete sie sieben Ausstellungen. Die Neue Secession begann ihre Tätigkeit mit der „Ausstellung von Werken Zurückgewiesener der Berliner Secession“ am 15. Mai des Jahres 1910 und wurde in der Anfangszeit geleitet von Georg Tappert und Max Pechstein.

## Geschichte

### Gründung 1910
Die Berliner Secession war selbst in Opposition zur konservativen Akademie der Künste und dem Verein Berliner Künstler für jüngere Künstler 1898 gegründet worden. Doch zwölf Jahre später war sie bereits so etabliert und konservativ, dass sie die neuen Entwicklungen der nachfolgenden Künstlergeneration nicht mehr akzeptierte.
1910 kam es daher zur Abspaltung (Secession) innerhalb der von Max Liebermann geführten Berliner Secession, als viele Werke meist expressionistischer Künstler von der Jury zurückgewiesen worden waren, unter ihnen der Berliner Maler Georg Tappert. Auf Initiative von Georg Tappert, gefolgt von Max Pechstein, der die Dresdner Künstlergruppe Brücke vertrat, und weiteren Künstlern bildete sich die Neue Secession, die am 21. April gegründet wurde. Pechstein war der Präsident, Tappert erster Vorsitzender der Gruppe.
Die Neue Secession bestand von 1910 bis 1914 und war wesentlich an der Einführung des Expressionismus in Deutschland beteiligt. In sieben Ausstellungen präsentierte sie Werke Berliner Expressionisten, Arbeiten der Brückemitglieder, der Künstler des späteren Münchner Blauen Reiters sowie zahlreicher Maler und Bildhauer aus anderen deutschen Städten und aus den Ländern Tschechien und Frankreich.

### Ausstellungen

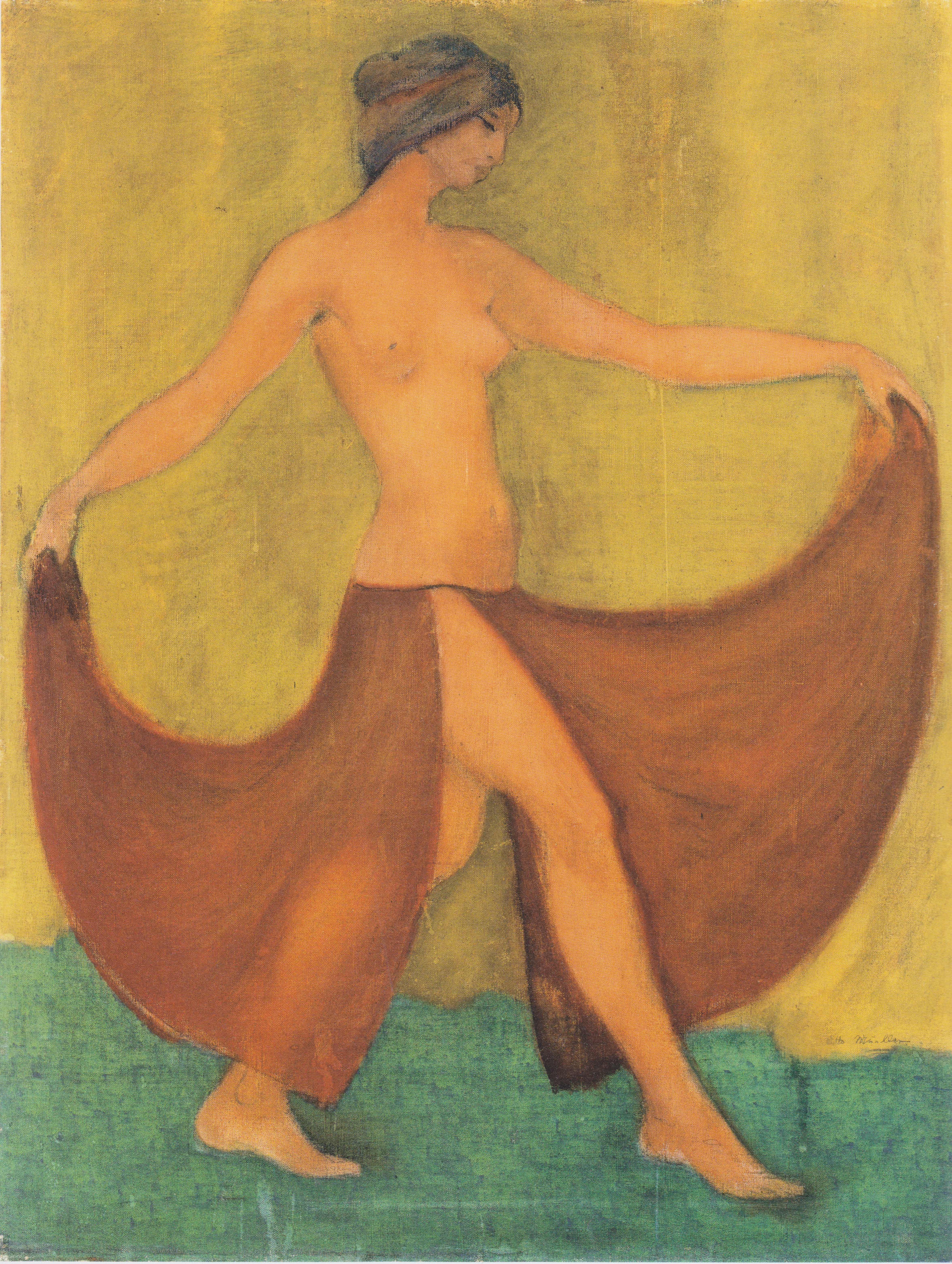
Otto Mueller: Tanzende (Maschka), um 1903, Privatbesitz

Die Neue Secession eröffnete bereits am 15. Mai ihre erste Ausstellung unter dem Titel „Zurückgewiesene der Secession Berlin 1910“ im Berliner Kunstsalon Maximilian Macht in der Rankestraße 1, die bis zum 15. Juli geplant war und bis Ende September verlängert wurde.
Auf dem Plakat der ersten Ausstellung ist Lotte Kaprolat (1893–1955) – ehemals das Modell von Georg Kolbe und ab 1911 Pechsteins erste Frau – abgebildet. Von Pechstein dargestellt als Amazone, scheint sie mit dem Pfeil auf gespanntem Bogen auf die Berliner Secession zu zielen.
Die Ausstellung zeigte 56 Arbeiten von 27 Künstlern, unter anderem Werke der Brücke-Maler sowie von Otto Mueller, der die Künstler dort kennenlernte und bald Gruppenmitglied wurde. Die Brücke-Mitglieder stellten geschlossen in einem rot gestrichenen Raum aus, von den Medien bezeichnet als „Schreckenskammer“, sie wurden als die Radikalsten in der ersten Ausstellung der Neuen Secession empfunden. Das Publikum reagierte zum Teil schockiert und ebenso die Kunstkritik. Pechstein beschrieb die Reaktionen in seinen Erinnerungen: „Man bespie unsere Bilder, auf die Rahmen wurden Schimpfworte gekritzelt und ein Gemälde von mir […] von einem Missetäter mit einem Nagel oder Bleistift durchbohrt.“. Der Kunsthistoriker Oskar Bie formulierte 1910 in der Neuen Rundschau seine Kritik:
„Bei diesen ganz Unverträglichen handelt es sich […] um sachliche Unterschiede. Es ist nämlich jetzt in der Kunst eine Strömung eingetreten, die von der Vorurteilslosigkeit, von der absoluten Naivität, dem nackten Instinkt, der bewussten Kindlichkeit her reformieren will, also das, was Munch, Gauguin, van Gogh, Cézanne, Matisse und anderen schon als Ziel vorschwebte und in ihren Werken heimlich sprach, zur These macht: die totale Verlegung des malerischen Energiepunktes von dem Stoff über die Impression in die Phantasiebildung des Zerebrums – eine Art Verachtung der Malerei, in der die letzten Forderungen des modernen dekorativen Wesens laut werden.“

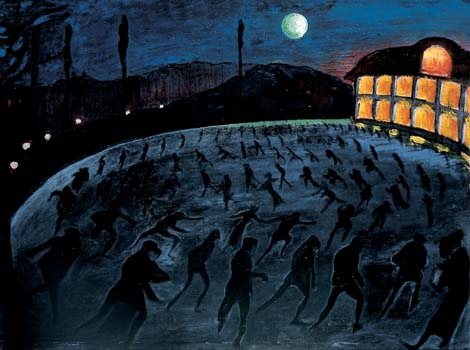
Marianne von Werefkin: Schlittschuhläufer, 1911, Fondazione Marianne Werefkin, Ascona

Die vierte Ausstellung der Neuen Secession, die am 18. November 1911 erstmals in eigenen Räumen in der Potsdamer Straße 122 eröffnet wurde, entwickelte sich zur bedeutendsten Veranstaltung der Vereinigung. Sie zeigte bis zum 31. Januar 1912 einen internationalen Überblick der jüngsten Kunstentwicklung bereits vor der Sonderbundausstellung 1912 in Köln und vor Herwarth Waldens Erstem Deutschen Herbstsalon von 1913 in Berlin.
Pechstein erinnerte sich: „Wir […] sammelten […] die Namen aller derjenigen, die uns als Mitkämpfer erschienen. Ich selbst kam so in Verbindung mit der Gruppe des ‚Blauen Reiters’ in München, mit Franz Marc, August Macke und Kandinsky.“
Diese ungewöhnliche Ausstellung in Berlin „war weitgehend das Werk von Georg Tappert.“ Tappert wiederum war seit der Studienzeit ein Freund von Adolf Erbslöh, dem ersten Vorsitzenden der Neuen Künstlervereinigung München (N.K.V.M.). Beide vereinbarten diese Ausstellung im März 1911, und Erbslöh verbürgte sich gegenüber Tappert am 1. April für hochrangige Exponate: „Im Interesse unserer beidseitigen Bestrebungen um die neue Kunst werden wir unsere besten Arbeiten zu Ihrer Ausstellung nach Berlin senden.“

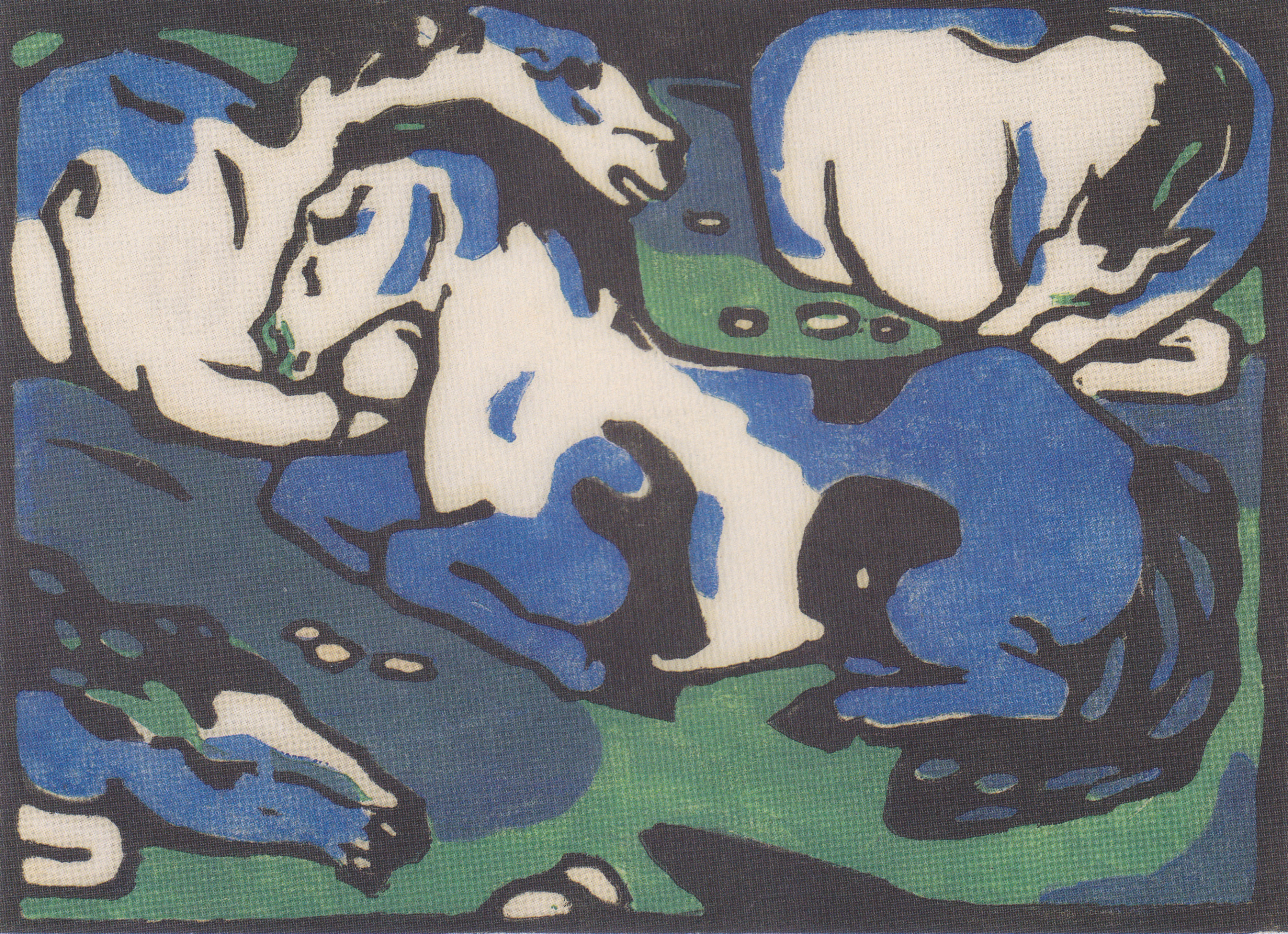
Franz Marc: Ruhende Pferde, Holzschnitt, 1911, Albertina, Wien

Während der vierten Ausstellung Ende 1911, die den Höhe- und zugleich den Wendepunkt markierte, kam es zum Bruch. Während der Vorstandswahlen zu dieser Zeit wurde Max Pechstein, obwohl er Gründungspräsident war, nicht mehr in den Vorstand gewählt. Als Konsequenz traten Pechstein und in der Folge fast alle Brücke-Mitglieder aus der Neuen Secession aus.
Fast zeitgleich fand die Gründung des Blauen Reiters als Abspaltung von der N.K.V.M. statt. Am 18. Dezember 1911 eröffnete die „Erste Ausstellung der Redaktion Der Blaue Reiter“ unter der Leitung von Wassily Kandinsky und Franz Marc in der Galerie Thannhauser in München – parallel zu der dritten Ausstellung der restlichen acht Mitglieder der N.K.V.M. im darüber gelegenen Stockwerk.
Es folgten zwar bis zum Beginn des Ersten Weltkriegs drei weitere Ausstellungen, die jedoch nicht mehr an die Erfolge der ersten vier anknüpfen konnten. Dazu kamen zahlreiche Wanderausstellungen in Deutschland und dem angrenzenden Ausland. Auf den sieben Ausstellungen der Neuen Secession wurden etwa 650 Werke von über 80 Künstlern präsentiert, die nicht nur auf den Expressionismus beschränkt waren. Die Kunst von Moriz Melzer oder Arthur Segal etwa gehört nicht in diese Kategorie. Die Vereinigung der Neuen Secession löste sich 1914 stillschweigend auf.

### Ausklang
Max Liebermann, dessen Kunstpolitik der Anlass für die Abspaltung gewesen war, legte 1911 nach erneuten Unstimmigkeiten den Vorsitz der Berliner Secession nieder und verließ sie 1914. Er übernahm die Leitung der zu diesem Zeitpunkt neu gegründeten Freien Secession in Berlin.
In der Weimarer Republik gründeten Georg Tappert, Max Pechstein, Heinrich Richter-Berlin und Moriz Melzer 1918 die „Novembergruppe“. Sie sollte die „Revolutionäre des Geistes (Expressionisten, Kubisten, Futuristen)“ einigen und zusammenschließen.
Ein Teil der Mitglieder, wie beispielsweise Max Pechstein und Erich Heckel, deren Werk während der Zeit des Nationalsozialismus verfemt war, schloss sich der Neuen Gruppe an, die nach dem Zweiten Weltkrieg 1946 in München gegründet wurde.

## Rezeption
Während die Berliner Secession schon in vielen Ausstellungen präsentiert wurde, ist die Neue Secession vergleichsweise wenig erforscht. Daher ist die 2011 eröffnete Ausstellung Liebermanns Gegner. Die Neue Secession in Berlin und der Expressionismus im Max Liebermann Haus am Pariser Platz, früherer Wohnort des Malers, auch ein Beitrag zur kunsthistorischen Forschung. Zeitgenössische Ausstellungsbesprechungen und Kataloge wurden herangezogen und mit ihrer Hilfe rekonstruiert, welche Werke auf den sieben Ausstellungen der Neuen Secession bis 1914 zu sehen waren. Etwa 80 Beispiele an Gemälden, Plastiken und Grafiken waren auf der Ausstellung zu sehen.
Die Kuratorin der Ausstellung Liebermanns Gegner, Anke Daemgen, legt in ihrem Katalogbeitrag dar, dass die Neue Secession als Konkurrent und nicht als Gegenbewegung zur Berliner Secession zu verstehen war. Der Begriff „Secession“ sei nicht unbedingt zutreffend, da viele Künstler der Neuen Secession keine Mitglieder in der Berliner Secession gewesen seien und sich also nicht von ihr abspalten konnten. Der Unterschied zum Konkurrenten Berliner Secession sei nicht wesentlich gewesen. So übernahmen die Mitglieder viele Praktiken und gaben ihnen oft nur andere Bezeichnungen. Beispielsweise gab es keine „Jury“ für die Ausstellungen, sondern lautete stattdessen „Arbeitsausschuss“.

## Künstler in den Ausstellungen der Neuen Secession (Auswahl)
Raoul Dufy, Otto Freundlich, Erich Heckel, Wassily Kandinsky, Ernst Ludwig Kirchner, César Klein, Bohumil Kubišta, Wilhelm Lehmbruck, Franz Marc, Moriz Melzer, Wilhelm Morgner, Otto Mueller, Gabriele Münter, Emil Nolde, Max Pechstein, Heinrich Richter-Berlin, Karl Schmidt-Rottluff, Arthur Segal, Georg Tappert, Marianne von Werefkin.

## AusstellungLiebermanns Gegner
Die Ausstellung Liebermanns Gegner: Die Neue Secession in Berlin und der Expressionismus im Max Liebermann Haus der Stiftung Brandenburger Tor lief vom 2. April bis zum 3. Juli 2011. Die Kuratorin war Anke Daemgen, Berlin. Die Ausstellung lief anschließend vom 17. Juli bis zum 23. Oktober 2011 im Museum Schloss Gottorf in Schleswig.